# Brokkr

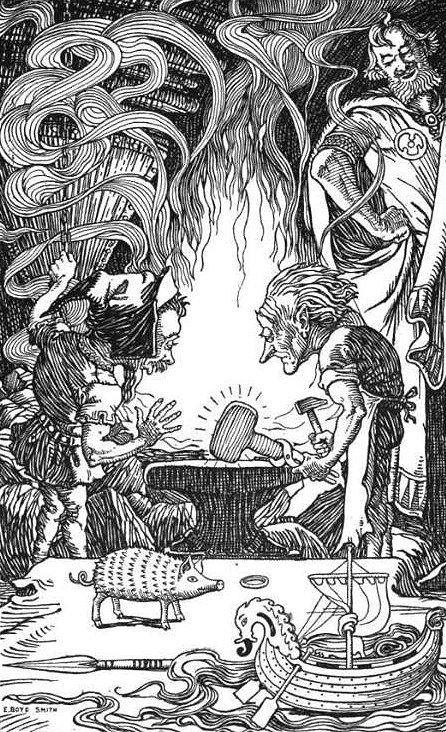
Brokkr

Brokkr ist ein Zwerg der nordischen Mythologie, der zusammen mit seinem Bruder Sindri den goldenen Eber Gullinborsti, den goldenen Ring Draupnir und den Hammer Mjölnir schuf.
Brokkr gab den goldenen Eber an Freyr, den Ring an Odin und den Hammer Thor (siehe auch Lokis Wette mit den Zwergen im Skáldskaparmál 23 in der Snorra-Edda).

## Etymologie
Der altnordische Name ist vermutlich ein Synonym für Schmied insofern ihm die Bedeutung beikommt „[der mit] Metallbrocken“ oder mit „metallischen Brocken arbeitet“ zu althochdeutsch broccho, altenglisch broc = „Brocken“. Nach de Vries ist des Weiteren eine Anspielung zu einer (holperigen) Gangart der Figur möglich, abgeleitet aus altnordisch brokkari = „Traben“, das jedoch spät und einzig belegt in der Karlamagnús saga nach französischer Vorlage ist; aus altfranzösisch brochier = „Anspornen“.

## Verwendung in der Moderne
Im Jahr 2018 war Brok im damals neuen Ableger der Spielereihe God of War, ein Zwerg, welcher zusammen mit seinem Bruder Sindri nicht nur Mjölnir für Thor schmiedete, sondern auch die Leviathanaxt, welche die Hauptwaffe der Hauptfigur Kratos ist. Im Spiel erfüllen er und sein Bruder die Funktion von Ladenbesitzern, bei welchen Ausrüstung gekauft und verbessert werden kann. Auch im Jahr 2022 sind die Zwerge Brok und Sindri wieder in God of War Ragnarök, der Fortsetzung des genannten Spiels, vorhanden.